# Leopoldo Solís
Leopoldo Solís Manjarrez (Ciudad de México, 2 de septiembre de 1928-Ciudad de México, 25 de junio de 2021) fue un economista, investigador y académico mexicano.

## Biografía

### Estudios y desarrollo profesional
Cursó la licenciatura en la Facultad de Economía de la Universidad Nacional Autónoma de México (UNAM). Realizó una maestría en la misma área en la Escuela de Graduados de la Universidad Yale.
Fue subdirector general del Banco de México entre 1976 y 1985. En 1977 se desempeñó como subsecretario de Planeación Comercial de la Secretaría de Comercio. Fue miembro directivo de instituciones privadas. Entre 1983 y 1988 ocupó el cargo de coordinador general del Comité de Asesores Económicos de la Presidencia de la República mexicana. Ejerció como director general del Instituto de Investigación Económica y Social 'Lucas Alamán' desde 1989.

### Investigador y académico
Ha sido miembro de la Junta de Gobierno de la UNAM y de la Junta de Gobierno de El Colegio de México. Nombrado integrante de El Colegio Nacional el 13 de octubre de 1976 con el discurso Economía, ciencia e ideología, el cual fue contestado por el doctor Jesús Silva Herzog. Fue elegido miembro de número de la Academia Mexicana de la Lengua el 24 de abril de 1986, tomó posesión de la silla xix el 20 de agosto de 1987.

## Premios y distinciones
- Miembro de El Colegio Nacional desde 1976.
- Miembro de número de la Academia Mexicana de la Lengua desde 1986.
- Doctor honoris causa por la Universidad Autónoma de Nuevo León en 1994.
- Doctor honoris causa por la Universidad Tecnológica de México en 1995.
- Doctor honoris causa por la Universidad Autónoma de Coahuila en 1999.[6]

## Obras publicadas
- La realidad económica mexicana: retrovisión y perspectivas, en 1970.
- La economía mexicana, en 1973.
- El desarrollo estabilizador, en 1977.
- Economic Policy Reform in Mexico. A Case Study for Developing Countries, en 1981.
- El fin del consenso de la postguerra y la crisis de la teoría económica, en 1989.
- La trayectoria analítica de Juan F. Noyola, en 1991.
- Políticas comerciales internacionales, en 1995